# Mary Paley Marshall

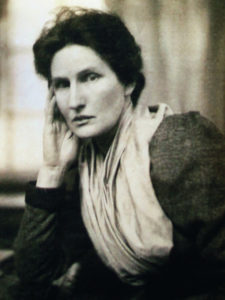
Mary Paley-Marshall

Mary Paley Marshall (* 24. Oktober 1850 in Lincolnshire, Vereinigtes Königreich; † 19. März 1944 in Cambridge, Cambridgeshire, Vereinigtes Königreich) war eine britische Wirtschaftswissenschaftlerin und Hochschullehrerin. Sie gehörte zu den ersten fünf Frauen, die an der Universität Cambridge studieren durften, und wurde 1875 die erste Dozentin für Wirtschaftswissenschaften an dieser Universität.

## Leben und Werk

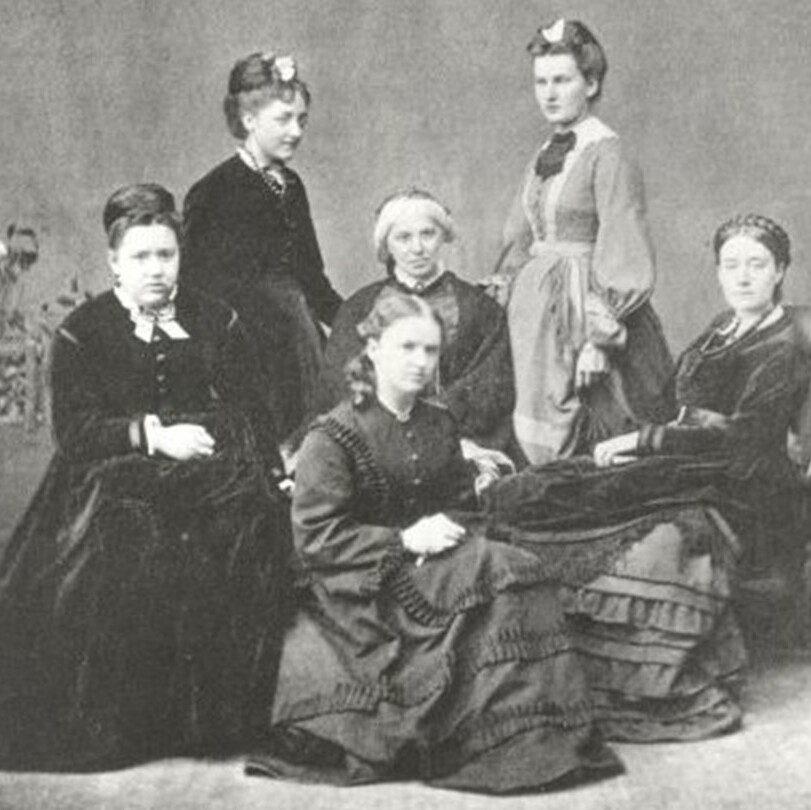
Mary Paley Marshall (zweite von rechts) als Studentin im Jahr 1871

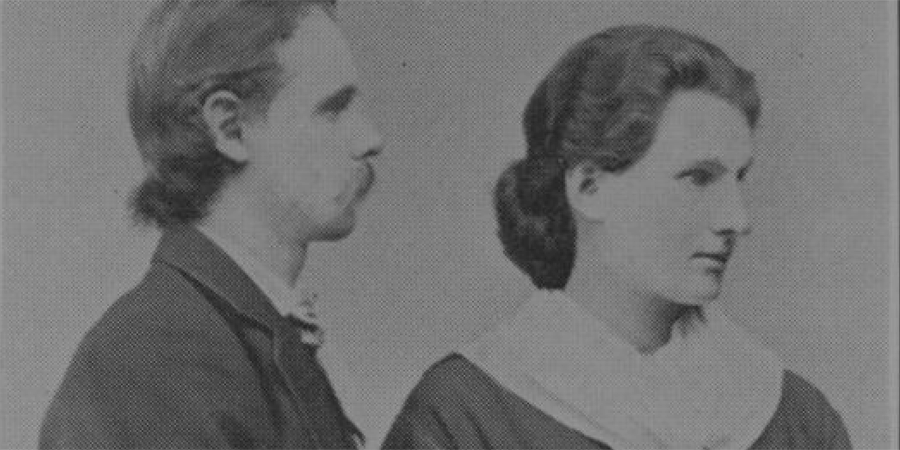
Alfred Marshall und Mary Marshall, 1877

Marshall war das zweite von drei Kindern von Thomas Paley und seiner Frau Judith Wormald und war die Urenkelin des Theologen William Paley. Sie wurde hauptsächlich zu Hause sowohl von ihrem Vater als auch von einer deutschen Gouvernante unterrichtet. Ihr Vater ermutigte sie 1870, sich für die Cambridge Higher Local Examinations für Frauen über 18 anzumelden. Sie bestand die Prüfung so gut, dass ihr 1871 ein Stipendium für ein Studium am Newnham College in Cambridge angeboten wurde. Dort war sie eine der ersten fünf Studentinnen. Sie bestand die Prüfungen in Moralwissenschaften der Higher Locals mit Auszeichnung in Volkswirtschaftslehre und Logik, und ihr Dozent Alfred Marshall überredete sie, sich informell für die Moralwissenschaften-Prüfung anzumelden, da Frauen zu dieser Zeit keinen Anspruch auf Cambridge-Abschlussprüfungen hatten. Im Dezember 1874 legte sie als eine der ersten Frauen die Tripos-Prüfung an der Universität Cambridge ab.
Anschließend war sie von Oktober 1875 bis zu ihrer Hochzeit mit Alfred Marshall im August 1877 Dozentin für Wirtschaftswissenschaften am Newnham College. Sie zog dann mit ihrem Ehemann nach Bristol, da sie Cambridge verlassen mussten, weil eine Heirat für College-Studenten gesetzlich verboten war. Ihr Ehemann wurde der erste Rektor des University College Bristol und Professor für politische Ökonomie, während sie eine der ersten Dozentinnen wurde. Obwohl das University College Bristol die erste Hochschule war, die Studentinnen zuließ, wurde ihr Gehalt aus dem Gehalt ihres Mannes bezahlt.
Zusammen mit ihrem Ehemann arbeitete sie an einem Lehrbuch der elementaren Wirtschaftswissenschaften mit dem Titel The Economics of Industry (1879), welches neunmal nachgedruckt wurde. Das University College Bristol war das erste koedukative Universitätscollege, und sie hielt die Morgenvorlesungen ihres Mannes. Als er erkrankte, übernahm sie weitere seiner Arbeiten, darunter auch Fortgeschrittenenkurse. Als ihr Ehemann 1883 wieder nach Cambridge berufen wurde, gelang es ihm 1903, die Ökonomie als eigenständiges Studienfach zu etablieren. Sie war am Newnham College assoziierte Mitarbeiterin und von 1891 bis 1894 und von 1907 bis 1909 Mitglied des Rates des College.
1916 gab sie ihre Lehrtätigkeit auf und widmete sich die folgenden acht Jahre der Pflege ihres Mannes. Sie unterstützte ihn bei der Erstellung von Industry and Trade (1919) und bei seinem letzten Werk Money, Credit and Commerce (1923). 

## Bibliothekarin in der Marshall Library
Die Marshall Library entstand aus der Moral Sciences Library, die ihr Ehemann und Henry Sidgwick ab 1885 größtenteils durch die Spende ihrer eigenen Bücher für die Nutzung durch Studenten gründeten. Ihr Ehemann starb 1924 und hinterließ der Bibliothek viele seiner Bücher und Geld. Die beiden Sammlungen wurden zusammengelegt und ihrem Ehemann zu Ehren in Marshall Library of Economics umbenannt. Die Vergrößerung der Sammlung machte 1925 den Umzug in Räume des ehemaligen Balfour Laboratory erforderlich. Zehn Jahre später zog die Bibliothek in die frei gewordenen Räumlichkeiten der Squire Law Library (heute Haddon Library). Marshall war an diesen beiden Standorten fast zwanzig Jahre lang als ehrenamtliche Bibliothekarin tätig, bis sie im Alter von 87 Jahren in den Ruhestand ging. Von 1925 bis zu ihrem Tod 1944 spendete sie der Bibliothek jährlich 250 £. Darüber hinaus vermachte sie der Universität 10.000 £.
Marshall starb 1944 im Alter von 93 Jahren in ihrem Haus in Cambridge und ihre Asche wurde auf dem Gelände von Balliol Croft verstreut, wo sie und ihr Mann seit ihrer Rückkehr nach Cambridge gelebt hatten.

## Ehrungen (Auswahl)
- 1928: Ehrendoktorwürde der University of Bristol[7]

## Veröffentlichungen
- What I Remember. The Economic Journal, Volume 58, Issue 229, 1948, S. 122–124. doi:10.2307/2226358.